# Coelorinchus lasti
Coelorinchus lasti är en fiskart som beskrevs av Akitoshi Iwamoto och Williams, 1999. Coelorinchus lasti ingår i släktet Coelorinchus och familjen skolästfiskar. Inga underarter finns listade i Catalogue of Life.